# Leopold Höchle

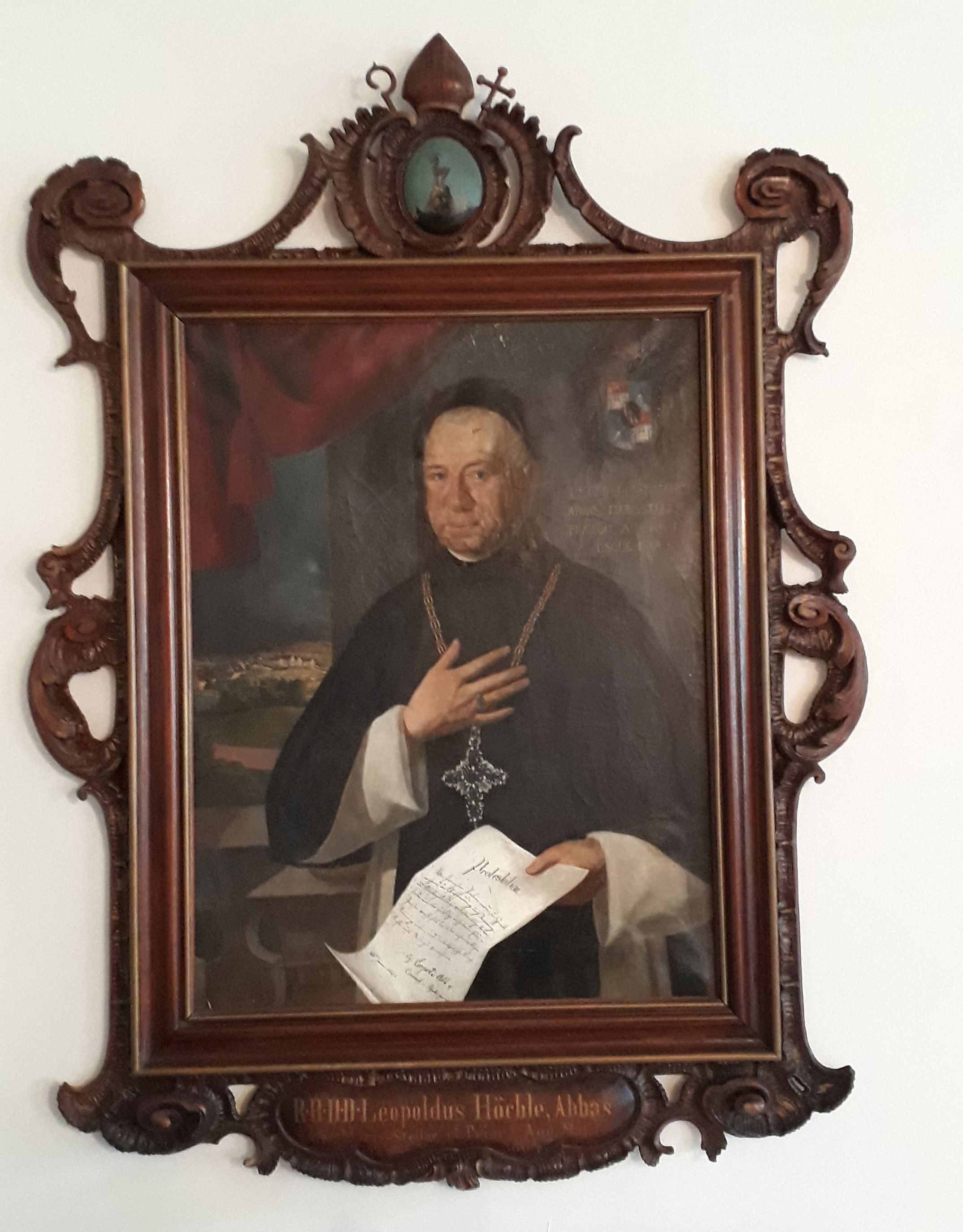
Abt Leopold Höchle

Leopold Höchle SOCist (* 28. Oktober 1791 in Klingnau; † 23. Mai 1864 in Bregenz) war Zisterzienser und Abt des exemten Klosters Wettingen bzw. der Gefreiten Abtei Wettingen-Mehrerau von 1840 bis 1864.

## Leben
Höchle trat 1810 in die Zisterzienser-Abtei Wettingen ein und empfing 1815 die Priesterweihe. Von 1815 bis 1818 war er Kantor und Kapellmeister, 1817 bis 1820 Vikar in Neuenhof, 1820 bis 1825 Pfarrer in Wettingen und von 1825 bis 1840 Beichtvater im Kloster Gnadenthal. 1840 wurde er zum Abt des Klosters Wettingen gewählt, wenige Monate vor der gewaltsamen Aufhebung des Klosters durch den Kanton Aargau im Januar 1841 (Aargauer Klosterstreit). Mit den Mönchen musste Höchle das Kloster und den Kanton verlassen und suchte jahrelang nach einer neuen Niederlassungsmöglichkeit. Nach mehreren Zwischenstationen kamen die Mönche schließlich 1854 nach Bregenz am Bodensee, wo sie die Reste der 1806 säkularisierten Benediktinerabtei Mehrerau neu besiedelten. Noch im selben Jahr wurde eine Lehr- und Erziehungsanstalt eröffnet, das heutige Collegium Bernardi, zwei Jahre später auch eine theologische Hauslehranstalt. Abt Höchle starb 1864 nach mehrmonatigem Krankenlager.